# Antoine-Jules-Joseph Huré
Antoine-Jules-Joseph Huré, francoski general, * 1873, † 1949.